# Adolf Duclos
Adolf Juliaan Duclos (Brugge, 30 augustus 1841 - Brugge, 6 maart 1925) was een rooms-katholiek priester van het Bisdom Brugge, historicus, heemkundige, archeoloog en schrijver.

## Levensloop
Hij was de zoon van de Brugse apotheker Desiderius Pieter Hendrik Cornelis Duclos, geboren op 11 februari 1816 te Veurne. Zijn vader was een van de oprichters van de Katholieke partij van Brugge. Zijn moeder Hortense Bogaert, werd geboren in de Kuipersstraat te Brugge op 26 september 1811. Zij stamde uit verschillende generaties drukkers. Zij was de kleindochter van de stichter van de 'Gazette van Brugge'.
Duclos liep school in het atheneum van Brugge, vervolgens in het college van Ieper en vanaf de vierde middelbare in Sint-Lodewijkscollege in Brugge. In de retorica 1859-60 had hij de priester en taalkundige Leonard Lodewijk De Bo (1826-1885) als leraar.
In oktober 1860 trad hij binnen in het Klein Seminarie in Roeselare. In 1861 vervolgde hij zijn studie aan het groot-seminarie in Brugge, en leerde toen Guido Gezelle kennen. Op 10 juni 1865 werd hij priester gewijd en aansluitend leraar benoemd in het West-Vlaamse Torhout. Vanaf 1868 was hij ondersecretaris en 'bewaarder van de relikwieën' in het bisdom en in 1884 werd hij erekanunnik. In 1889 werd hij pastoor in Pervijze bij Diksmuide en in 1897 in Ieper.
Op 20 mei 1903 werd hij teruggeroepen naar Brugge. Hij verbleef in zijn neogotische woning aan de Hendrik-Consciencelaan. Hij werd benoemd tot kanunnik van het kapittel. Op 13 december 1910 werd hij econoom opzichter van het bisschoppelijk college en op 13 december 1911 werd hij benoemd tot kanunnik-cantor.
Op zijn doodsbrief werd vermeld : 'Kanonik-Cantor, Secretaris van het Kappitel en van het Bureel der Kerkmeesters der hoofdkerk van Brugge, briefwisselend lid der Koninklijke Commissie van gedenkstukken, Ridder van de Leopoldorde'

## Publicist en organisator
In 1871 volgde Duclos Guido Gezelle op als redacteur van het weekblad Rond den Heerd (1871-1902). Gezelle had het redacteurschap vanwege financiële en gezondheidsproblemen moeten afgeven. Met Adolf Duclos brak voor het katholieke gezinsblad 'Rond den Heerd' een bloeiperiode aan. In 1874 was hij stichtend voorzitter van de 'Gilde van Sinte Luitgaarde', opgericht ter ondersteuning van 'Rond den Heerd'.

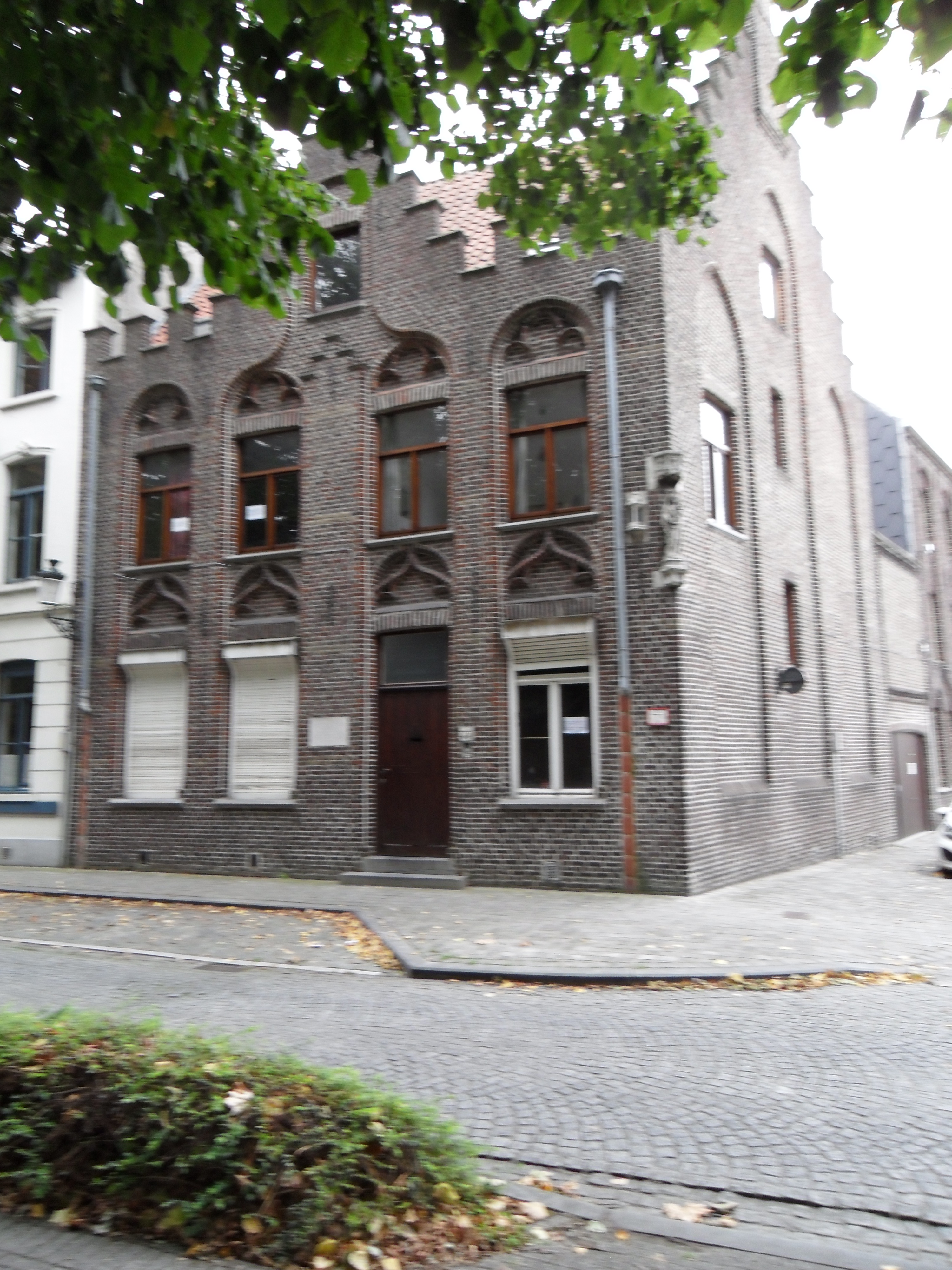
Huis Adolf Duclos te Brugge

In 1875 was hij initiatiefnemer en medestichter van een Brugse afdeling van het Davidsfonds. Gedurende meer dan drie decennia zou hij in het hoofdbestuur van deze vereniging zetelen.
Duclos was ook bestuurslid en later voorzitter van de Société Archéologique de Bruges, voorloper van wat het Gruuthusemuseum werd.
Hij speelde een voorname rol in de feestelijkheden bij de onthulling in 1887 van het standbeeld ter ere van Breydel en De Coninck, en ontwierp verschillende religieuze processies en historische stoeten.

## Taalparticularist
Duclos behoorde samen met Guido Gezelle, Albrecht Rodenbach, Hugo Verriest en Leonard Lodewijk De Bo tot de belangrijkste vertegenwoordigers van het West-Vlaamse taalparticularisme, de Vlaamse Beweging in West-Vlaanderen. Kenmerkende standpunten van deze groepering waren het ultramontane katholicisme en de koestering van de eigen streektaal. Het Standaardnederlands werd door de particularisten in verband gebracht met "Hollandse steriliteit" en het protestantisme. Ook de taalbemoeienissen van de in 1886 opgerichte Vlaamse Academie voor Taal-en Letterkunde konden niet rekenen op de instemming van Duclos c.s. die het West-Vlaamse taaleigen wilden behouden. 'Rond den Heerd' werd een belangrijke spreekbuis voor deze beweging, totdat deze rol rond 1880 door andere tijdschriften werd overgenomen.

## Historicus en monumentenzorger
Duclos speelde ook een gezaghebbende rol in de ideeën over architectuur en monumentenzorg. Voorstander van het bouwen in 'Brugse stijl', promoveerde hij de neogotiek volgens de Engelse canons. Hij onderhield goede vriendschapsbanden met James Weale, Jean Bethune, Jules Helbig en in Brugge met onder meer Louis Grossé en Samuel Coucke. Hij hield een uitgebreide documentatie bij, die later in het bezit kwam van priester en historicus Michiel English en na diens dood door de provincie West-Vlaanderen werd verworven. Duclos mengde zich in talrijke discussies over bouwen en restaureren en werd een actief lid van de Provinciale Commissie voor monumenten.
Het voornaamste en meest blijvende werk van Duclos is zijn Bruges, histoire et souvenirs dat, een eeuw na publicatie, nog altijd een standaardwerk blijft over Brugge en in zijn allesomvattende ambitie ondertussen op vele punten aangevuld of verbeterd is, maar nooit vervangen.
Een straat in Brugge - (gemeenteafdeling Sint-Pieters) draagt sinds 1949 zijn naam.

## Werken

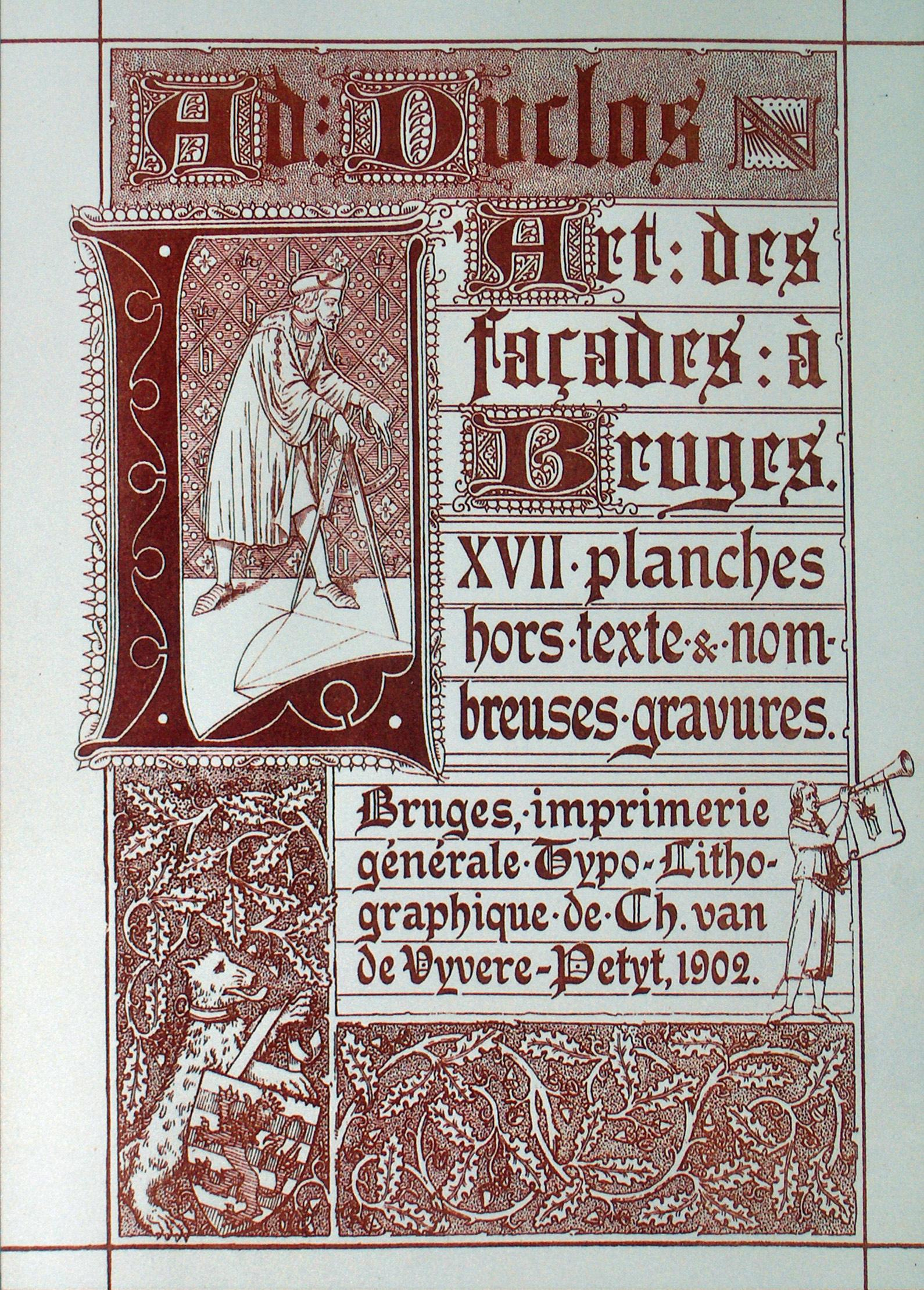
"L'Art des façades à Bruges" (1902)

- Talrijke bijdragen in 'Rond den Heerd', 'Handelingen van het Genootschap voor geschiedenis te Brugge' en andere publicaties.
- Veurnes Beschermheiligen (1870)
- Tillo de Saks (1871)
- Hans Memlinc, zijn leven en zijn schilderwerken (1871)
- Sint Dominicus in Suriano (1872)
- Eenige Pastoors van Vladsloo (1872)
- De oude Kuste van Vlaanderen (1873)
- Het heilige Jaar (1875)
- Jan Breidel en Pieter de Coninc (1877)
- Pius de Groote, eene schets van zijn leven, uitgegeven onder toezicht van de Gemeenzaamheid der jonge werklieden te Brugge (1878)
- Het Leven van Z.H. Leo XIII (1879)
- Onze Helden van 1302, Eene studie over hunne daden en hunnen geest, in verband gebracht met de Voortijden (1880)
- Reivaart of de Wraak van den Tempelier, vaderlandsche tafereelen (1319-1322) (1882)
- L’art des façades à Bruges (1902)
- Bruges, histoire et souvenirs (1910).